# Cerithiopsidella antefilosa
Cerithiopsidella antefilosa är en snäckart som först beskrevs av Bartsch 1911.  Cerithiopsidella antefilosa ingår i släktet Cerithiopsidella och familjen Cerithiopsidae. Inga underarter finns listade i Catalogue of Life.